# Tōyako

Situation du bourg sur l'île de Hokkaidō.

Tōyako (洞爺湖町, Tōyako-chō) est un bourg japonais situé sur l'île de Hokkaidō, au bord du lac Tōya.

## Toponymie
Le toponyme « Tōyako » dérive du nom de l'étendue d'eau que jouxte le bourg, le lac Tōya, le sinogramme « 湖 » signifiant « lac ».

## Histoire
En 2008, le bourg de Tōyako a accueilli le 34e sommet du G8.